# Autocharis fessalis
Autocharis fessalis là một loài bướm đêm trong họ Crambidae.